# Zbigniew Dolata

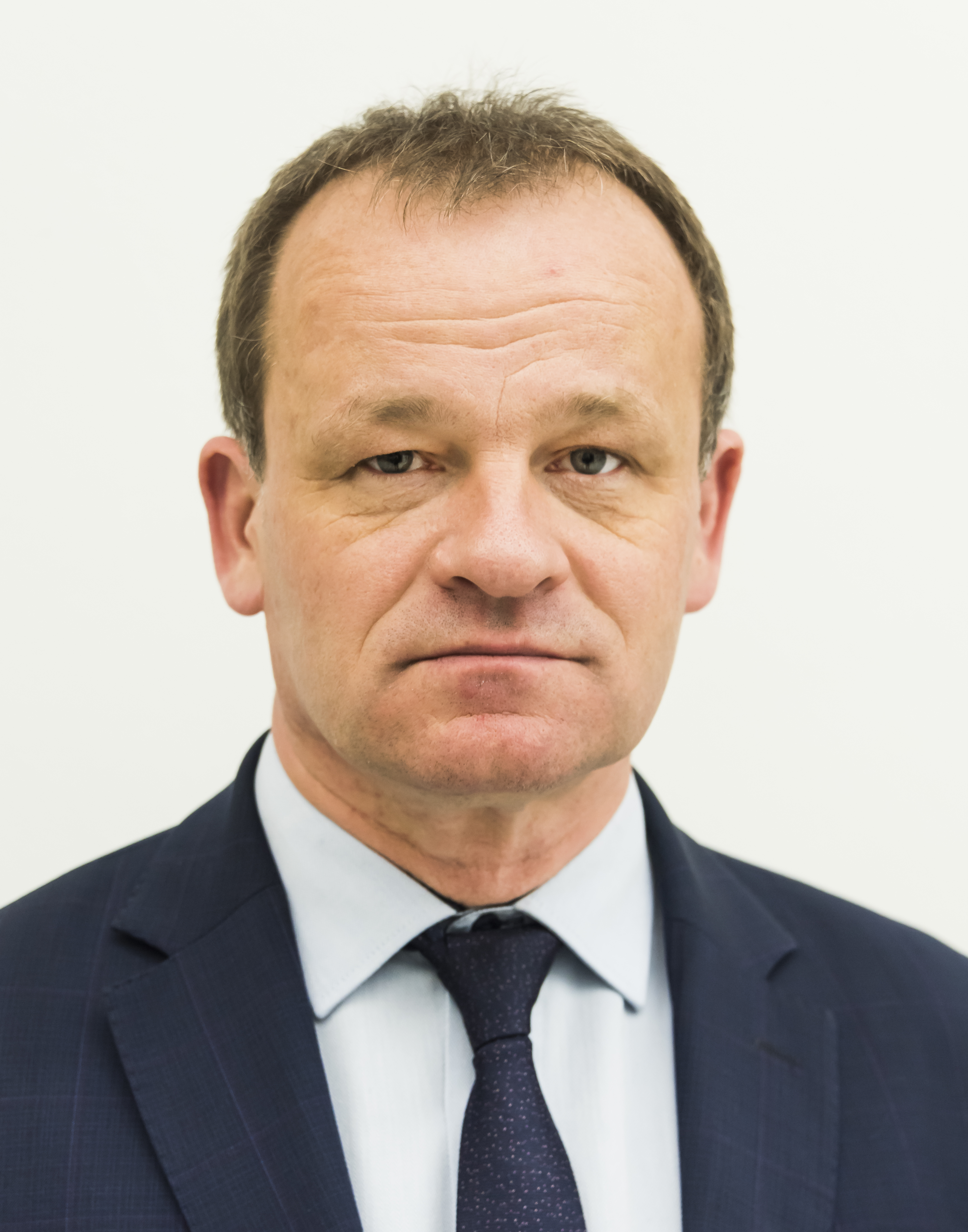
Zbigniew Dolata, 2022

Zbigniew Dolata (* 1. Dezember 1965 in Koźmin) ist ein polnischer Politiker und seit 2005 Abgeordneter des Sejm in der V. und VI. Wahlperiode.
Er hat einen Hochschulabschluss und arbeitete als Geschichtslehrer im III. Allgemeinbildenden Lyceum „Jan Sobieski“ in Gniezno.
Bei den Parlamentswahlen 2005 wurde er mit 9880 Stimmen über die Liste der Prawo i Sprawiedliwość (Recht und Gerechtigkeit – PiS) für den Wahlkreis Konin in den Sejm gewählt. Er war in der V. Wahlperiode Mitglied der Sejm-Kommissionen für Erziehung, Wissenschaft und Jugend sowie für Landwirtschaft. Nach dem 8. September 2006 wurde er Vorsitzender der Landwirtschaftskommission.
Bei den Parlamentswahlen 2007 errang er mit 13.764 Stimmen erneut ein Abgeordnetenmandat für die PiS. Er ist erneut Mitglied der Sejm-Kommissionen für Erziehung, Wissenschaft und Jugend sowie für Landwirtschaft.